# Bukovlje (Velika Kladuša)
Bukovlje falu Bosznia-Hercegovinában, a Bosznia-hercegovinai Föderáció Una-Szanai kantonjában. Közigazgatásilag Velika Kladušához tartozik.

## Fekvése
Bosznia-Hercegovina északnyugati részén, Bihácstól légvonalban 44, közúton 65 km-re északra, Velika Kladušától légvonalban 12, közúton 18 km-re keletre levő dombos, erdős vidéken, a horvát határ mellett, a Dubrovnica-patak völgyétől keletre eső területen fekszik. 

## Népessége
| Nemzetiségi csoport | Népesség 1991 | Népesség 2013 |
| ------------------- | ------------- | ------------- |
| Szerb               | 128           | 2             |
| Bosnyák             | 5             | 6             |
| Horvát              | 1             | 0             |
| Jugoszláv           | 0             | 0             |
| Egyéb               | 5             | 9             |
| Összesen            | 139           | 17            |

## Története
Az egykor szerbek lakta település szerb lakossága a boszniai háború idején elmenekült, a falunak mára mindössze néhány háza maradt, összesen 17 lakossal.